# العلاقات التوغوية الجيبوتية
العلاقات التوغولية الجيبوتية هي العلاقات الثنائية التي تجمع بين توغو وجيبوتي.

## مقارنة بين البلدين
هذه مقارنة عامة ومرجعية للدولتين:
| وجه المقارنة                                              | توغو            | جيبوتي                    |
| --------------------------------------------------------- | --------------- | ------------------------- |
| المساحة (كم2)                                             | 56.78 ألف       | 23.20 ألف                 |
| عدد السكان (نسمة)                                         | 7.80 مليون      | 956.99 ألف                |
| الكثافة السكانية (ن./كم²)                                 | 137.37          | 41.25                     |
| العاصمة                                                   | لومي            | جيبوتي                    |
| اللغة الرسمية                                             | لغة فرنسية      | لغة فرنسية، اللغة العربية |
| العملة                                                    | فرنك غرب أفريقي | فرنك جيبوتي               |
| الناتج المحلي الإجمالي (بليون دولار)                      | 4.81 مليار      | 1.84 مليار                |
| الناتج المحلي الإجمالي (تعادل القوة الشرائية) بليون دولار | 10.67 مليار     | 3.10 مليار                |
| الناتج المحلي الإجمالي الاسمي للفرد دولار أمريكي          | 559             | 1.95 ألف                  |
| الناتج المحلي الإجمالي للفرد دولار أمريكي                 | 1.43 ألف        | 3.27 ألف                  |
| مؤشر التنمية البشرية                                      | 0.484           | 0.470                     |
| رمز المكالمات الدولي                                      | +228            | +253                      |
| رمز الإنترنت                                              | .tg             | .dj                       |
| المنطقة الزمنية                                           | 00              | ت ع م+03:00               |

## منظمات دولية مشتركة
يشترك البلدان في عضوية مجموعة من المنظمات الدولية، منها:
| علم المنظمة | اسم المنظمة                                                | تاريخ انضمام توغو | تاريخ انضمام جيبوتي |
| ----------- | ---------------------------------------------------------- | ----------------- | ------------------- |
|             | وكالة ضمان الاستثمار متعدد الأطراف                         | 15 أبريل 1988     | 12 يناير 2007       |
|             | منظمة التعاون الإسلامي                                     | ?                 | ?                   |
|             | منظمة الشرطة الجنائية الدولية                              | ?                 | ?                   |
|             | مجموعة دول أفريقيا والكاريبي والمحيط الهادئ                | ?                 | ?                   |
|             | منظمة حظر الأسلحة الكيميائية                               | ?                 | ?                   |
|             | منظمة التجارة العالمية                                     | ?                 | ?                   |
|             | الأمم المتحدة                                              | 20 سبتمبر 1960    | 20 سبتمبر 1977      |
|             | الاتحاد الأفريقي                                           | ?                 | ?                   |
|             | مؤسسة التمويل الدولية                                      | 4 سبتمبر 1962     | 1 أكتوبر 1980       |
|             | يونسكو                                                     | 17 نوفمبر 1960    | 31 أغسطس 1989       |
|             | مؤسسة التنمية الدولية                                      | 21 أغسطس 1962     | 1 أكتوبر 1980       |
|             | الاتحاد الدولي للاتصالات                                   | 14 سبتمبر 1961    | 22 نوفمبر 1977      |
|             | البنك الإفريقي للتنمية                                     | ?                 | ?                   |
|             | العملية المشتركة للاتحاد الأفريقي والأمم المتحدة في دارفور | ?                 | ?                   |
|             | أفريستات ‏                                                  | 21 سبتمبر 1993    | 2010                |
|             | البنك الدولي للإنشاء والتعمير                              | 1 أغسطس 1962      | 1 أكتوبر 1980       |
|             | الاتحاد البريدي العالمي                                    | ?                 | ?                   |